# آرثر بي روبنسون
آرثر بي روبنسون (بالإنجليزية: Arthur P. Robinson)‏ هو مدير فني أمريكي، ولد في 23 فبراير 1879 في لابير في الولايات المتحدة، وتوفي في 30 سبتمبر 1944 في بلينفيلد في الولايات المتحدة.